# Neoxanthops quadrilobatus
Neoxanthops quadrilobatus is een krabbensoort uit de familie van de Xanthidae. De wetenschappelijke naam van de soort is voor het eerst geldig gepubliceerd in 1939 door Sakai.